# 벵츠카르 등대

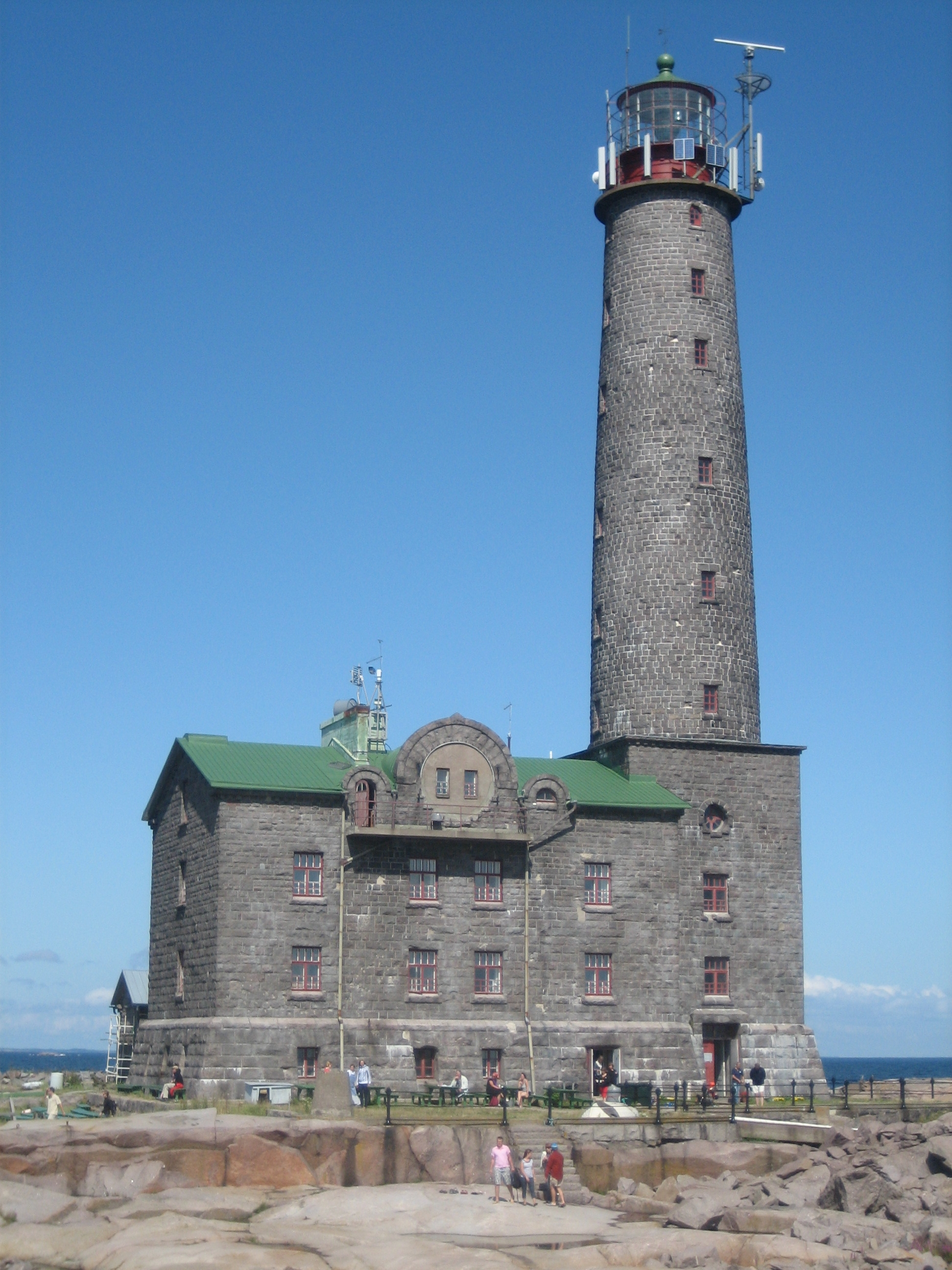

벵츠카르 등대(Bengtskär Lighthouse)는 핀란드 항코에서 남서쪽으로 약 25킬로미터 떨어진 핀란드 다도해에 위치한 등대이다. 이 등대는 1906년에 해발 52미터에 솟아오른 벵츠카르 스케리 위에 세워졌으며 이는 노르딕 국가들 가운데 가장 높은 것이다.
근래에 벵츠카르 등대는 대중적인 관광지이며 연간 약 13,000~15,000명의 관광객이 이곳을 찾는다. 일부 호텔방, 그리고 화강암으로 만든 사우나가 존재한다.